# Alexander Dlugaiczyk
Alexander Dlugaiczyk (* 17. Februar 1983 in Hannover) ist ein deutscher Fußballtorhüter.

## Karriere
In seiner Jugend spielte Dlugaiczyk bei TuS Wettbergen, Sportfreunde Ricklingen und Hannover 96 und rückte dort in die zweite Mannschaft auf. Von dort aus wechselte er 2003 zu Arminia Hannover und 2007 weiter zum TSV Havelse. 2009 wechselte Dlugaiczyk zum SC Langenhagen, bei dem er mit 121 Ligaspielen die in seiner Karriere meisten Ligaspiele absolvierte. Den Verein verließ er 2013 in Richtung des OSV Hannover, von dem er 2014 wieder zurück zum TSV Havelse wechselte. 2017 wechselte er zum HSC Hannover, wo er 29 Spiele in der Landesliga Hannover bestritt und wechselte 2018 wieder zurück zum TSV Havelse. Als Ersatztorhüter absolvierte er dort in den folgenden beiden Spielzeiten insgesamt 17 Spiele in der Regionalliga Nord. 2021 stieg er mit der Mannschaft in die Dritte Liga auf und gab dort am letzten Spieltag der Saison 2021/22 am 14. Mai 2022 sein Profiliga-Debüt, als er im Spiel beim SV Waldhof Mannheim kurz vor Schluss für Norman Quindt eingewechselt wurde.
Alexander Dlugaiczyk ist von Beruf Staatsanwalt und übt die Tätigkeit in Hannover aus.

## Erfolge
- Aufstieg in die 3. Liga: 2021 (TSV Havelse)
- Meister der Regionalliga Nord: 2025 (TSV Havelse)
- Niedersachsenpokalsieger: 2020 (TSV Havelse)